# Hotevilla-Bacavi
Hotevilla-Bacavi, noto anche come Third Mesa (hopi: Hotvela-Paaqavi) è un census-designated place degli Stati Uniti d'America, nella Contea di Navajo nello Stato dell'Arizona. Ha una popolazione di 767 abitanti secondo il censimento del 2000. Secondo lo United States Census Bureau ha un'area totale di 30,8 km².

## Geografia fisica
Hotevilla-Bacavi si trova nell'Arizona nord-orientale all'interno del territorio della riserva indiana Hopi. È collegato dalla Statale 264 dell'Arizona, a si trova fra Coal MIne Mesa e Kykotsmovi.